# Myndus cupido
Myndus cupido är en insektsart som beskrevs av Rauno E. Linnavuori 1973. Myndus cupido ingår i släktet Myndus och familjen kilstritar. Inga underarter finns listade i Catalogue of Life.